# Aspartam
Aspartam je jedno z nejznámějších umělých náhradních sladidel. Je asi 200krát sladší než sacharóza, bez chuťově výrazných vedlejších pachutí. Na trhu se objevuje pod různými obchodními značkami (nejznámější je asi NutraSweet, dále pak Canderel, Equal, Fansweet, Irbis). Jeho dopady na zdraví jsou předmětem sporů a spekulací. Na potravinách bývá označován jako Aspartame, APM nebo E951.

## Historie
Aspartam byl objeven ve společnosti Searle v roce 1965 při výzkumu léku proti vředům. Od přelomu 60. a 70. let firma Searle prováděla testy s perspektivou pro komerční využití. Poprvé byl schválen v roce 1983 americkým Úřadem pro kontrolu léčiv (FDA, Food and Drugs Administration).

## Použití
Aspartam se v současné době používá jako náhražka cukru v potravinách, především v tzv. nízkoenergetických nápojích a jako korigens v některých tekutých perorálních léčivech a přípravcích pro hygienu ústní dutiny. Aspartam je přísadou ve více než 6 000 druzích potravinářských výrobků.

## Vlastnosti
Aspartam je dipeptid, který je složen ze dvou aminokyselin (L-asparagové a L-fenylalaninu), které se běžně vyskytují v bílkovinách v přírodě (přesněji je methylesterem tohoto dipeptidu). Je to bílý krystalický prášek, málo termostabilní, a proto se doporučují jeho kombinace s acesulfamem K. Protože je teplotně nestálý, nemůže být používán na pečení. Aspartam se totiž při teplotách nad 196 °C rozpadne na výchozí složky, a tím ztratí svou sladkou chuť. Z tohoto důvodu se aspartam sype na moučníky až po upečení. Vzhledem k používání nízkých dávek je jeho kalorická zátěž (16 kJ/g) zanedbatelná. Jedním z metabolitů aspartamu v lidském těle je fenylalanin, je tedy nevhodný pro konzumenty trpící fenylketonurií.
Při dlouhém skladování se aspartam postupně rozkládá a ztrácí svou sladivost.
Tyto látky mohou být i toxické – oddělí se methanolová složka, ovšem ta zcela vytěká. Při teplotě 30 °C se rozkládá jen pomalu, při vyšších teplotách rychleji. Například cola uchovávaná při teplotě 40 °C obsahuje po 8–10 týdnech jen 40 % původního množství aspartamu. Při teplotě 30 °C je třeba k dosažení stejného efektu doby asi 20 týdnů.
Při zpracování je v těle metabolizován jako bílkovina, přičemž vzniká malé množství toxického metanolu. Z 0,35 l sladkého nápoje vznikne 18 mg methanolu, přičemž maximální doporučená (bezpečná) denní dávka methanolu je podle FDA 7,1 až 8,4 mg na kilogram hmotnosti příjemce (tj. pro 60 kg člověka je to 426 až 504 mg). Při metabolizaci přírodních sladkých nápojů vzniká metanol také, často ve vyšším množství. Při metabolizaci přírodních sladkých nápojů – na rozdíl od nápojů slazených aspartamem – vzniká ovšem současně i ethanol, který lidský organismus před škodlivými účinky methanolu chrání.

## Zdravotní nezávadnost

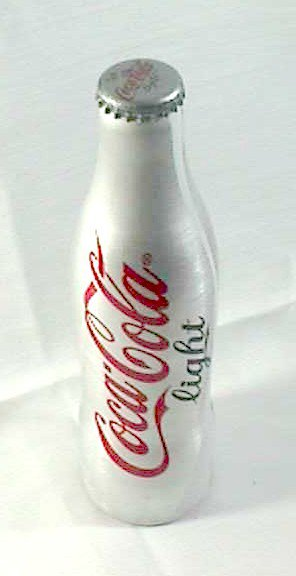
Aspartam je obsažen prakticky v každém nealkoholickém nápoji s označením „light“ nebo „diet“.

Aspartam byl předmětem polemik a nepravdivých zpráv již od dob svého schválení americkým úřadem pro potraviny a léčiva (FDA) v roce 1974. Kritici tvrdí, že schválení provázel střet zájmů, poukazujíce na kvalitu počátečních výzkumů, jež potvrzovaly bezpečnost aspartamu, a předložili řadu údajných zdravotních rizik, které mohou být spojeny s užíváním aspartamu.
Platnost těchto tvrzení byla ověřována a následně zamítnuta.
Použití aspartamu bylo povoleno pro používání do potravin ve více než devadesáti zemích, včetně České republiky, s oficiálním stanoviskem FDA, že se jedná o „jednu z nejvíce testovaných přídatných látek, které byly úřadem schváleny“ a bezpečnost aspartamu je „nepochybná“. Dosavadní existující klinické zázemí ukazuje, že aspartam je v množství, které je v současnosti povolené pro použití jako neenergetické sladidlo, naprosto bezpečný. Ovšem i závěry EFSA jsou netransparentní a zpochybňovány.
Kumulativní účinky z přijmu vícera potravin, obsahujících Aspartam, nejsou prozkoumány[zdroj?] a u konzumentů většího množství potravin s Aspartamem příjem methanolu může několikrát překročit limit EPA (Environmental Protection Agency).[zdroj?]
Studie provedená v roce 2012 odhalila negativní vliv dlouhodobé konzumace aspartamu na nervovou soustavu krys.
V roce 1984 se objevily zprávy arizonského ministerstva zdravotnictví, že se objem methylalkoholu v Aspartamu při vyšších než obvyklých teplotách zvyšuje nad přípustnou úroveň a stává se toxickým. FDA na to odpověděla, že podobné úrovně methylalkoholu se objevují přirozeně v ovocných džusech a že je tudíž riziko nepodložené. Běžný nápoj slazený aspartamem (0,35 l) se přemění na 18 mg metanolu, což je příliš malé množství na to, aby mohlo organizmu nějak uškodit. Ze stejného množství pomerančového džusu vznikne 23 mg metanolu, z jablečného džusu 29 mg, z grepového džusu 65 mg a z rajčatové šťávy dokonce 107 mg (tedy 6× více než z nápoje s aspartamem).
Je potřeba dalších studií ke stanovení pevného závěru ohledně jeho škodlivosti, množství studií nedává jasný závěr a důkazy o jeho škodlivosti jsou prozatím kontroverzní.
V červnu 2023 agentura Reuters uvedla, že Mezinárodní agentura pro výzkum rakoviny (IARC) považuje aspartam za možný karcinogen, díky čemuž by mohlo v některých zemích dojít k jeho zákazu.

## Snášenlivost
Aspartam je velmi nebezpečný při poruchách enzymatické činnosti, které jsou příčinou onemocnění zvaného fenylketonurie (PKU). Osoby postižené touto nemocí nemohou v těle přirozenou cestou snižovat látky, které vznikají z aspartamu (aminokyselina fenylalanin). Aspartam obsahuje mimo jiné právě fenylalanin, který při zmíněné nemoci tělo nedokáže zpracovat. Vysoká koncentrace fenylalaninu v krvi tak může způsobit poškození mozku. U citlivějších osob se použití aspartamu mohou objevit silné bolesti hlavy. Kromě toho byly zaznamenány bolesti břicha, nevolnost, zmámenost, poruchy vidění, ztráta paměti, deprese a alergie kůže. Před nedávnem se objevily poznatky, které vyvolaly diskusi o tom, že aspartam je rizikovým faktorem při vzniku mozkových nádorů. 
Aspartam neškodí zubům a je vhodný pro diabetiky.

## Kritika
Podle tvrzení v knize Doba jedová od Anny Strunecké (známé jako odpůrkyně přídatných látek v potravinách) byl Aspartam původně vyvinut jako bojová neurotoxická látka. Měl ovlivňovat myšlení nepřítele na bojišti a v zázemí měl být roznášen kontaminovanou vodou a dlouho trval spor, zda aspartam schválit jako potravinářské sladidlo. Tyto skutečnosti však nelze ověřit z odborných zdrojů a vyskytují se na konspirativních webových stránkách, odkud je Strunecká čerpala.
Anna Strunecká v knize Doba jedová tvrdí, že náruživý konzument nápojů slazených aspartamem do sebe může dostat až 250 miligramů metanolu denně, což prý 32× překračuje bezpečný limit. Podle FDA je sice maximální doporučená (bezpečná) denní dávka metanolu 7,1 až 8,4 mg, ale na kilogram tělesné hmotnosti. Pokud tedy člověk váží 60 kilogramů, je nutné výše uvedené číslo hmotností člověka vynásobit. Toho si zřejmě prof. Strunecká nevšimla, a proto píše o 32× překročeném limitu.

### Audiovizuální dokumenty
- Sweet Misery, 89 minut, režie Cori Brackett – podrobný dokument, zkoumající účinky Aspartamu i způsob, kterým byl schválen pro americký trh (anglicky)